# Iochroma fuchsioides
Espèce
Iochroma fuchsioides est une espèce de plantes à fleurs de la famille des Solanaceae. Elle est présente en Colombie  et en Équateur.

## Description
Iochroma fuchsioides est un arbuste caduc aux larges feuilles vertes qui peut mesurer 1,20 à 3 m de haut pour 1,20 à 3 m de large. En été, il produit des fleurs rouges qui attirent les colibris.

## Répartition et habitat
L'aire de répartition naturelle de Iochroma fuchsioides s'étend du Sud-Ouest de la Colombie jusqu'en Équateur. C'est un arbuste qui pousse principalement dans le biome tropical humide. Il est adapté aux sols moyens et bien drainés.

## Iochroma fuchsioideset l'Homme
Iochroma fuchsioides est utilisé comme médicament et comme aliment. Il contient notamment plusieurs stéroïdes du groupe des withanolides (en).

## Systématique
Le nom correct complet (avec auteur) de ce taxon est Iochroma fuchsioides (Kunth) Miers.
L'espèce a été initialement classée dans le genre Lycium sous le basionyme Lycium fuchsioides Bonpl..
Iochroma fuchsioides a pour synonymes :
- Chaenesthes fuchsioides (Bonpl.) Miers
- Dunalia aurantiaca Dunal
- Iochroma puniceum Werderm.
- Iochroma sodiroi Dammer
- Lycium fuchsioides Bonpl.
- Lycium fuchsioides Kunth
- Valteta fuchsioides (Bonpl.) Raf.